# Cowes Castle

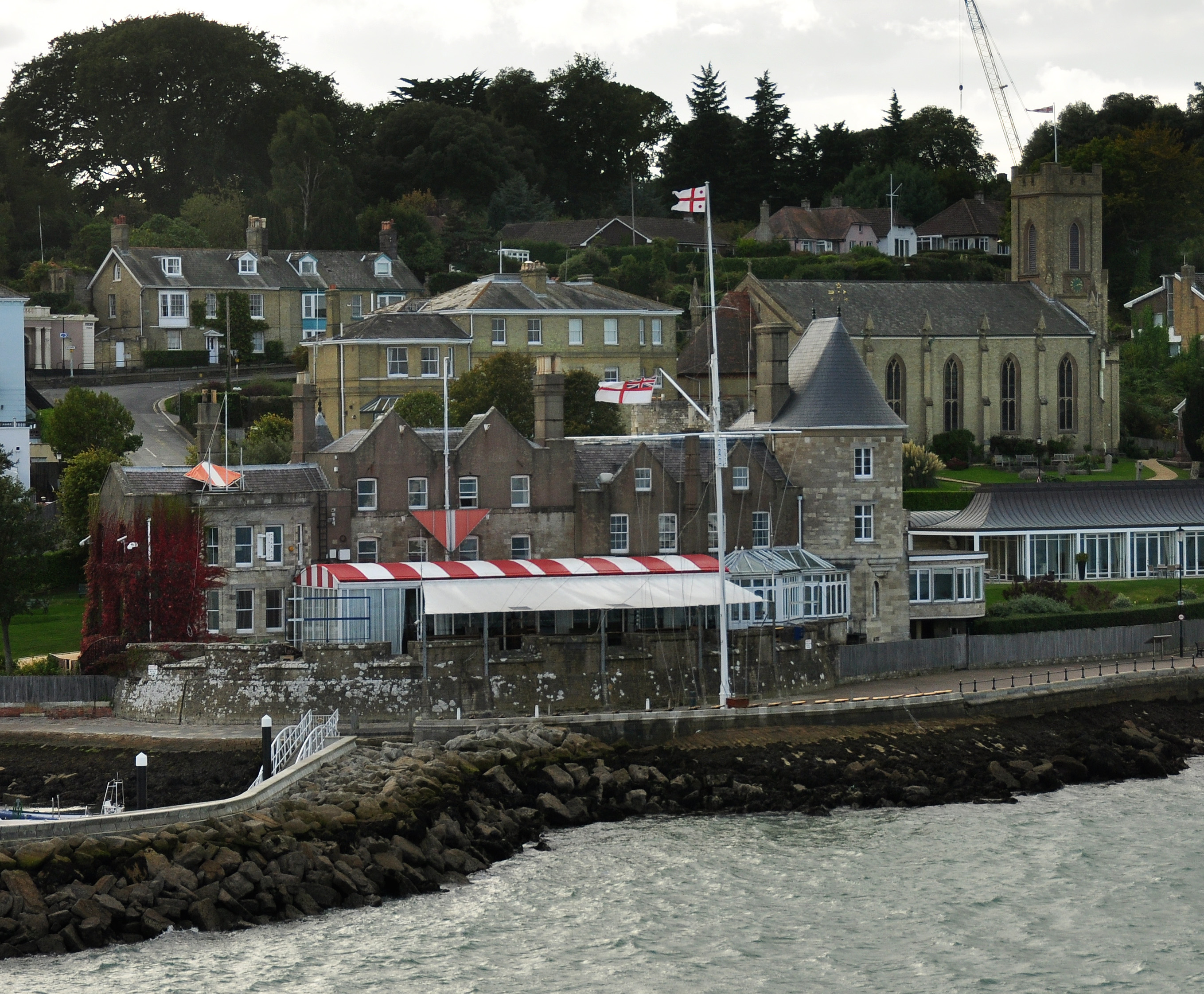
West Cowes Castle

Cowes Castle, auch West Cowes Castle, ist ein Fort in Cowes auf der englischen Insel Isle of Wight. Die 1539 auf Geheiß von König Heinrich VIII. zum Schutz vor einer befürchteten Invasion von Frankreich und dem heiligen römischen Reich erbaute Burg enthält eine Ringbastion, Flügelbastionen und einen Donjon. Es zählt zu den Device Forts. 1547 waren dort 17 Kanonen aufgestellt. Zusammen mit seinem Schwesterfort East Cowes Castle wachte das Fort über die Einfahrt zum Medina, einem wichtigen Ankerplatz. Die Gefahr einer Invasion ging vorbei, aber die Festung blieb bis zur Mitte des 19. Jahrhunderts in Benutzung. Militärische Aktionen gab es dort nur kurz 1642 im englischen Bürgerkrieg.
Im Jahre 1854 wurde Cowes Castle aufgelassen und an die Royal Yacht Squadron zur Nutzung als ihr neues Clubhaus erst verpachtet und dann verkauft. Die Squadron beauftragte den Architekten Anthony Salvin, große Teile davon 1856–1858 umzubauen. Im Zweiten Weltkrieg wurde Cowes Castle zu einem Hauptquartier für Teile der Operation Neptune, diente aber außerhalb dieser Zeit der Squadron und ist eine wichtige Landmarke für Jachtwettbewerbe von der Isle of Wight.

## Geschichte

### 16. Jahrhundert
Cowes Castle wurde als Folge internationaler Spannungen zwischen England, Frankreich und dem heiligen römischen Reich in den letzten Jahren der Regentschaft König Heinrichs VIII. gebaut. Traditionell hatte die Krone die Küstenverteidigung den örtlichen Adligen und Kommunen überlassen und nur eine untergeordnete Rolle beim Bau und der Unterhaltung von Küstenforts übernommen. Während Frankreich und das heilige römische Reich sich miteinander im Kriegszustand befanden, waren Überfälle von See aus zwar üblich, aber eine Invasion Englands schien sehr unwahrscheinlich. Begrenzte Verteidigungsanlagen um einfache Blockhäuser und Türme existierten im Südwesten und entlang der Küste von Sussex, ergänzt durch einige etwas eindrucksvollere Bauwerke im Norden Englands. Im Allgemeinen aber waren die Forts in ihrer Größe sehr begrenzt.
1533 brach König Heinrich VIII. mit Papst Paul III. um die langdauernde Ehe mit seiner Gattin, Katharina von Aragon annullieren und erneut heiraten zu können. Katharina war die Tante von König Karl V. von Spanien und fasste die Annullierung als persönliche Beleidigung auf. Dies führte dazu, dass Frankreich und das heilige römische Reich 1538 eine Allianz gegen König Heinrich VIII. bildeten und der Papst beide Länder ermunterte, England anzugreifen. Als Antwort darauf gab König Heinrich VIII. 1539 einen Befehl (engl.: „Device“; daher der Name „Device Fort“) heraus, der Anweisungen für die „Verteidigung des Reiches in Zeiten der Invasion“ und zum Bau von Forts entlang der englischen Küstenlinie enthielt.
Der Solent, eine Wasserfläche, die die Zufahrt zu den Häfen von Southampton und Portsmouth vermittelt, wurde als verwundbar durch feindliche Angriffe angesehen. Zwei Forts wurde auf der Ost- und Westseite des Medina, dem Eingang zum wichtigsten Hafen der angrenzenden Isle of Wight, und sollten dem Angriff auf jedes feindliche Schiff dienen, die sich nähern könnten. Die Forts wurde nach dem traditionellen Namen dieser Gegend, „The Cowes“, benannt. Die 1539 erbaute, westliche Festung hatte eine D-förmige Bastion an der Vorderseite, einen runden, zweistöckigen Donjon hinten und zwei niedrigere Gebäude auf beiden Seiten, die alle mit Artillerie bestückt waren. Auf der Landseite schützten ein 4 Meter breiter Graben und eine an der Krone mindestens 2,4 Meter breite Steinmauer das Fort. Das Fort wurde aus Kalkstein-Werkstein errichtet, der möglicherweise vom Abriss der unter Heinrich VIII. aufgelösten Beaulieu Abbey recycled wurde.
Um die beiden Forts an der Medina bildeten sich Siedlungen, aber East Cowes Castle wurde bald wieder aufgegeben und schließlich durch Küstenerosion zerstört. Daher wird West Cowes Castle heute oft nur einfach „Cowes Castle“ genannt. Inspektionen im Jahre 1547 zeigten, dass es in West Cowes Castle 17 eiserne und Bronzekanonen gab, aber dass neun davon nicht einsatzfähig waren. Dennoch wurde das Fort auch nach dem Ende einer Invasionsgefahr genutzt und die Garnison bestand in der Regierungszeit von Königin Elisabeth I. aus einem Kapitän, einem Torwächter und drei Kanonieren.

### 17. bis 19. Jahrhundert

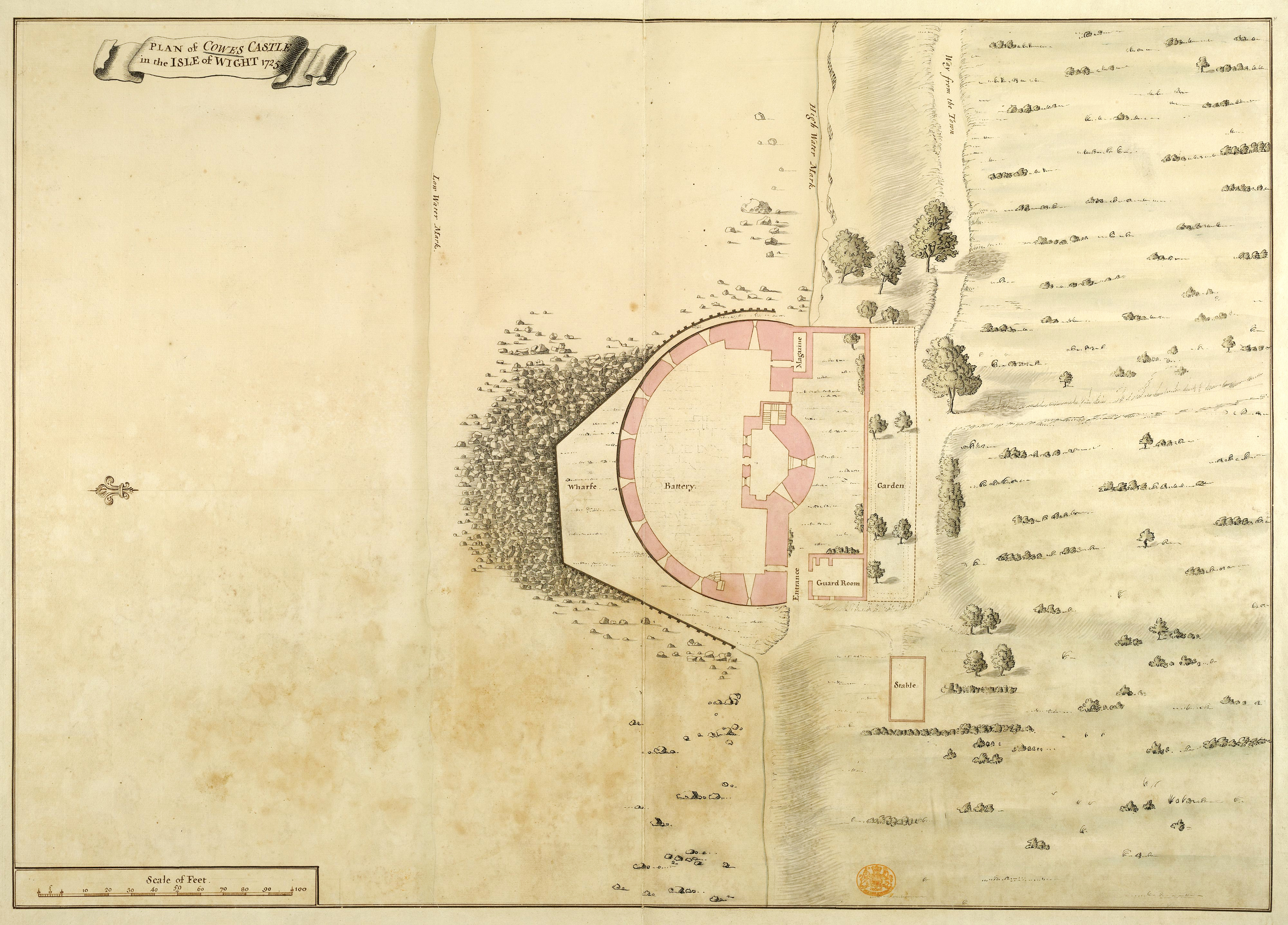
Grundriss des Forts von 1725

Cowes Castle diente als Aufenthaltsort für wichtige Besucher der Isle of Wight und auch als Gefängnis; der Kapitän des Forts war auch für die Organisation der Ankunft fremder Schiffe verantwortlich. Als 1642 der englische Bürgerkrieg zwischen den Unterstützern von König Karl I. und denen des Parlamentes ausbrach, hielt der Kapitän des Forts, Humphrey Turney, es anfangs für den König. Am 12. August, als die Spannungen zwischen den beiden Bürgerkriegsparteien auf der Insel wuchsen, feuerte Turney selbst eine der Kanonen des Forts auf das Schiff Lion der Parlamentaristen ab. Ein nicht bekannter, schottischer Kapitän zur See kam dann am 16. August an Land und nahm Turney fest, bevor weitere Männer anlandeten, das Fort für die Parlamentaristen einnahmen und es bis zum Ende des Bürgerkrieges hielten.
Während des Interregnums wurde das Fort weiterhin als Gefängnis genutzt. König Karl I. konnte auf dem Weg in die vom Parlament verfügte Gefangenschaft auf Carisbrooke Castle 1647 nicht in dem Fort gefangengehalten werden, weil das Gefängnis bereits belegt war. Stattdessen wurde er in einem Pub untergebracht. Der Royalist William Davenant wurde 1650 auf Cowes Castle eingesperrt und schrieb dort das Gedicht Gondibert. Wie schon bei East Cowes Castle erwies sich die Küstenerosion als besonderes Problem für das Fort. Eine Inspektion 1692 zeigte auf, dass die Mauern geborsten waren und einzustürzen drohten, und der Geschichtswissenschaftler Francis Grose beobachtete 1785, dass das Fort “mit Pfählen und Planken stark eingezäunt” war, um es die Erosion durch die See einzudämmen.
Im Laufe des 18. Jahrhunderts kam Cowes als Ausflugsort mit etlichen Badehäusern in Mode, eines davon neben dem Fort. Bis zum Anfang des 19. Jahrhunderts wurde die Stadt zu einem beliebten Badeort. Cowes Castle wurde 1716 teilweise erneuert, um seine Wohnquartiere zu modernisieren. Der größte Teil der Frontfassade des Donjons wurde abgerissen und mit neuen Fenstern wieder aufgebaut, eine Tourelle für eine Wendeltreppe aufgebaut, neue zwei- und dreistöckige Wohnflügel angebaut und ein Garten über den landseitigen Verteidigungsbauwerken angelegt. 1795 notierte der Schriftsteller Richard Warner, dass die Garnison aus einem Kapitän, einem Torwächter, zwei Soldaten, einem Oberkanonier und fünf gewöhnlichen Kanonieren bestand, deren jährlicher Sold £ 103 betrug. Das Fort blieb während der Koalitionskriege in Nutzung und war 1825 mit elf Neunpfünder-Kanonen ausgestattet. Warner hatte sich allerdings schon beschwert, dass das Fort in militärischer Hinsicht „völlig nutzlos“ sei, und ein Touristenführer von 1824 wiederholte diese Einschätzung, beschrieb Cowes Castle als „nutzlos als Verteidigungsstellung“ und machte sich über die dort eingesetzte Schilderwache lustig.

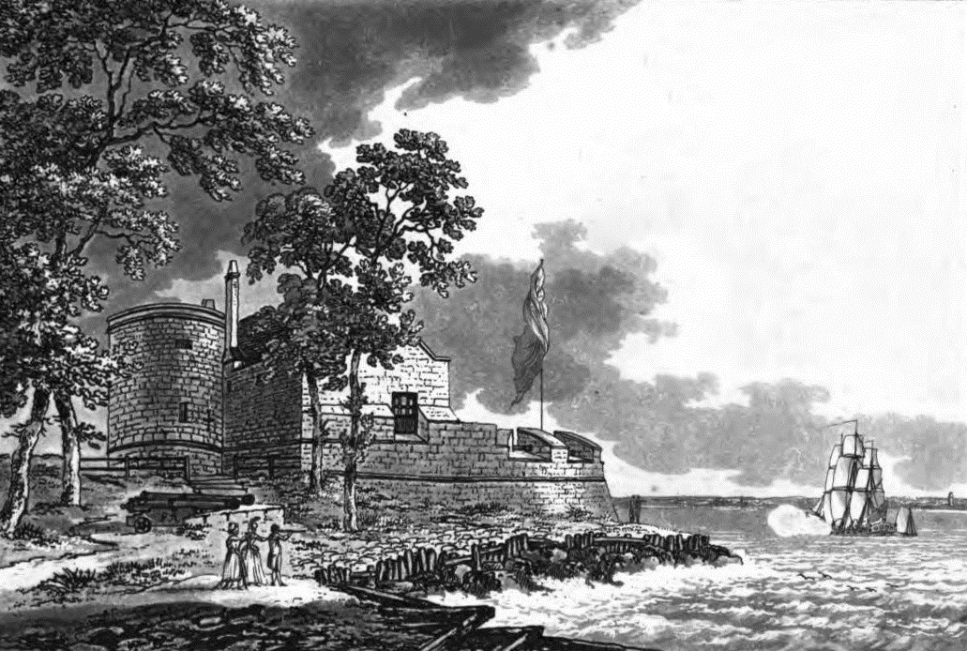
Eine Gravierung des Forts von 1796

Lord Anglesey wurde 1826 Kapitän von Cowes Castle, das damals eher eine Sinekure als eine reguläre militärische Einrichtung war, und verbrachte jedes Jahr eine gewisse Zeit auf dem Fort, wobei er die Inneneinrichtung lusuriös verbessern ließ. Lord Anglesey war auch Mitglied in der Royal Yacht Squadron, die 1815 gegründet worden war und damals im Gloster Hotel in Cowes ansässig war. Damals war der Segelsport dort zu einer angesehenen Veranstaltung geworden; der Maler William Turner skizzierte die Jachten, wie sie vor dem Fort segelten, als er 1827 dort zu Besuch war. Als Lord Anglesey 1854 starb, ließ die Regierung das Fort auf und verpachtete es anfangs an Lord Angleseys Schwiegersohn, Lord Conyngham, und dann 1855 die Royal Yacht Squadron.
Der Architekt Anthony Salvin, ein Experte in der Anpassung mittelalterlicher Bauten, wurde von der Royal Yacht Squadron beauftragt, das Gebäude zwischen 1856 und 1858 umzugestalten. Er vergrößerte das Haus, änderte dessen Profil, baute einen neuen Turm, eine Plattform und ein Torhaus, ebenso wie einen Flügel für die Dienerschaft, einen Ballsaal und weitere Wohnräume für Mitglieder, all dies zu Kosten von etwa £ 6000. Prinz Albert und Eduard, der Prince of Wales, besuchten das Fort vor seiner offiziellen Wiedereröffnung 1858. Die Umbauarbeiten riefen ein geteiltes Echo hervor; eine Lokalzeitung verglich das Resultat mit „einer Korrektionsanstalt“. Cowes wurde zu einem wichtigen Segelsportentrum. Nach der Zerstörung der Miniaturfregatte ‚‘Royal Adelaide‘‘ von König Wilhelm IV. 1877 spendete der Prince of Wales deren 21 Bronzekanonen an das Fort.

### 20. und 21. Jahrhundert

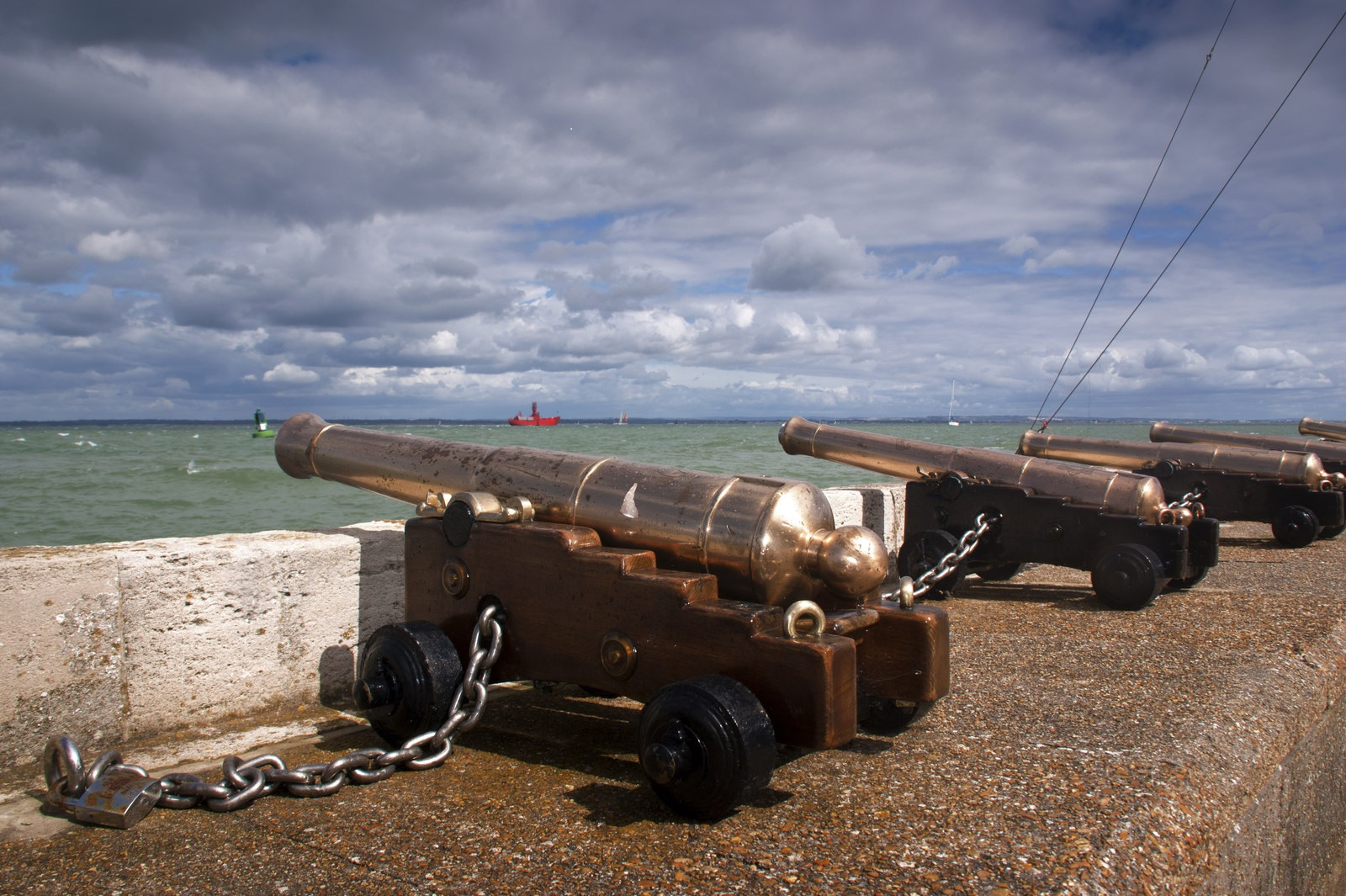
Die Bronzekanonen Wilhelms IV. auf dem Fort im Jahre 2012

1917 kaufte die Royal Yacht Squadron Cowes Castle von der Krone. Weitere Umbauarbeiten wurden an dem Anwesen in den 1920er-Jahren vorgenommen und ein Ballsaal in einem angrenzenden Hotel wurde gekauft und diente als Gebäudeanhang für die weiblichen Mitglieder.
Die Isle of Wight wurde im Zweiten Weltkrieg ein wichtiger Aufmarschort für die alliierten Truppen zur Invasion Frankreichs. Im Oktober 1942 wurde das Fort von der Britischen Admiralität übernommen und wurde zum Hauptquartier höherer Offiziere der HQ Naval Commander Force „J“ Landing Craft Base, bekannt als HMS Vectris. Die Schiffe der Streitkräfte ankerten im nahegelegenen Solent und nahmen an der Operation Overlord teil. Das Fort wurde bei den deutschen Luftangriffen auf die Isle of Wight beschädigt.
Nach dem Krieg führte der Architekt A. G. Biggs zwischen 1962 und 1968 wesentliche Zubauten am Fort aus., z. B. baute er den Westflügel komplett um, sodass mehr Wohnräume für weibliche Clubmitglieder entstanden. Dafür nutzte er Bausteine von East Cowes Castle, einem Landhaus aus dem 18. und 19. Jahrhundert, das im Vorjahr abgerissen worden war. Ein vorgefertigter Gewächshausanbau folgte 1988 und ein neues Pavillon, entworfen von Sir Thomas Croft, wurde 2000 angefügt.
Bei Ausgrabungen im Winter 2010–2011 wurden die Überreste der alten Burgmauer mit Graben entdeckt und mehr als 400 Artefakte entfernt und ins Isle of Wight County Museum verbracht. Cowes Castle ist ein wichtiges Wahrzeichen für Segel- und Powerboatveranstaltungen, besonders als Start oder Ziel lokaler Rennen. English Heritage hat das Fort als historisches Gebäude II*. Grades gelistet.